# Fonction homogène

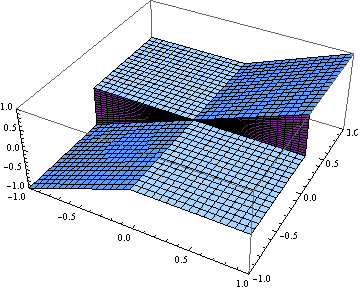
Exemple de fonction homogène de degré 1

En mathématiques, une fonction homogène est une fonction qui a un comportement d’échelle multiplicatif par rapport à son ou ses arguments : si l'argument (vectoriel au besoin) est multiplié par un scalaire, alors le résultat sera multiplié par ce scalaire porté à une certaine puissance.

## Définitions
Soient E et F deux espaces vectoriels sur un même corps commutatif K.
Une fonction f de E dans F est dite homogène de degré α si
Si K est un sous-corps des réels, on dit que f est positivement homogène de degré α si
Si K est un sous-corps des complexes, on dit que f est absolument homogène de degré α si
Selon le contexte, « positivement homogène » peut signifier « positivement homogène de degré α pour un certain α » ou « positivement homogène de degré 1 ».

## Exemples
- L'application qui à un n-uplet de réels associe son maximum est positivement homogène de degré 1.
- Une application linéaire est homogène de degré 1.
- Un polynôme homogène est homogène de degré égal à celui de chacun de ses monômes.
- Une fonction sous-linéaire est positivement homogène de degré 1. En particulier, il en est ainsi de la jauge d'un ensemble convexe, de la fonction d'appui d'un ensemble non vide, d'une norme, etc.
- La dérivée directionnelle (au sens de Dini) {\displaystyle h\mapsto f'(x;h)} d'une fonction f définie sur un ℝ-espace vectoriel est, lorsqu'elle existe, positivement homogène de degré 1, lorsqu'on la voit comme fonction de la direction de dérivation.
- Le déterminant d'une matrice de {\displaystyle M_{n}(K)} est homogène de degré n.

## Propriété
Une fonction différentiable de ℝn dans ℝm est positivement homogène si, et seulement si, elle vérifie l'identité d'Euler et dans ce cas, ses dérivées partielles sont positivement homogènes (de degré 1 de moins).